# جولة في ليبيا
جولة في ليبيا (بالإنجليزية: Tour in Libya) هو موقع ويب وبوابة إلكترونية ليبية متخصصة في تقديم معلومات ومحتوى يركز على السياحة والثقافة والتاريخ في ليبيا.

## التأسيس والهدف
بحسب الموقع الرسمي، بدأت فكرة "جولة في ليبيا" في عام 2016، وبدأ التنفيذ الفعلي للمشروع في عام 2021. يذكر الموقع أنه منصة مستقلة تهدف إلى دعم الجهود الوطنية لتنشيط القطاع السياحي في ليبيا، وذلك من خلال تقديم دليل سياحي شامل للمهتمين بالسياحة في البلاد، بالإضافة إلى توثيق ونشر العادات والتقاليد والثقافة الليبية.
بدأ الموقع باللغة الإنجليزية بهدف توفير مصدر للمعلومات السياحية باللغة الأجنبية وتشجيع السياحة الدولية، قبل أن تتم إضافة النسخة العربية لاحقًا.

## المحتوى والأقسام
يقدم الموقع محتواه من خلال عدة أقسام رئيسية، تشمل:
- السياحة: يحتوي على مقالات وأدلة حول أبرز المعالم والأماكن السياحية في ليبيا، مع معلومات عن أفضل أوقات الزيارة والتكاليف المتوقعة.
- الأخبار: يغطي هذا القسم آخر الأخبار الليبية المتعلقة بالشؤون الثقافية والسياحية والسياسية.
- السياسة: يناقش القضايا السياسية الليبية ويقدم معلومات حول الشخصيات الفاعلة في المشهد السياسي.
- التاريخ: يهتم بتوثيق الأحداث الهامة والمعالم التاريخية التي مرت بها ليبيا عبر العصور.

## النموذج التشغيلي
يعتمد الموقع في تمويله بشكل أساسي على الإعلانات التجارية التي يتم عرضها ضمن المحتوى، كما هو مذكور في صفحة سياسة الخصوصية الخاصة به.